# Absolutiv
Absolutiv ist die Bezeichnung für einen Kasus, der in Ergativsprachen neben den Ergativ tritt. Der Absolutiv ist in der Regel endunglos, d. h. unmarkiert, und ähnelt so dem Nominativ in Nominativ/Akkusativ-Sprachen. Er wird in intransitiven Sätzen, also solchen, die nur einen Handlungsteilnehmer besitzen, für diesen einzigen Handlungsteilnehmer verwendet und markiert damit das Subjekt dieser Sätze. So weit ist er mit dem deutschen Nominativ gleich. Bei transitiven Sätzen wird der Absolutiv jedoch verwendet, um das Objekt zu markieren, während das Subjekt im Ergativ steht.
Der Absolutiv wird gelegentlich als Nominativ bezeichnet, da er, wie der Nominativ auch, zumeist endungslos ist.
Ein Beispiel aus dem Sumerischen:
| lugal-Ø                      | muĝen |
| König-Absolutiv              | kam   |
| Der König kam. (intransitiv) |       |

| lugal-e                                      | bàd-Ø           | insìg       |
| König-Ergativ                                | Mauer-Absolutiv | riss nieder |
| Der König riss die Mauer nieder. (transitiv) |                 |             |

Bekannte Ergativsprachen sind neben Sumerisch:
- Baskisch
- Hurritisch
- viele iranische Sprachen wie Nordkurdisch und Paschto, aber nicht Persisch
- viele Kaukasische Sprachen wie zum Beispiel Tschetschenisch oder Georgisch
- viele Australische Sprachen
- viele Sprachen im Himalaya wie Tibetisch
- die meisten indoarischen Sprachen Nordindiens wie Hindi und Marathi
- die Eskimo-aleutischen Sprachen
- viele Sprachen in Nord-, Mittel- und Südamerika